# Zeleni grški porfir
Lapis Lacedaemonius (tudi Marmor Lacedaemonium, grško Krokeatis Lithos, italijansko Porfido verde antico ali Porfido verde di Grecia, večkrat narobe imenovan tudi Serpentino verde antico zaradi samega vzorca, ki spominja na kačjo kožo; v italijanščini 'serpentino' pomeni 'kačji') znan tudi Špartanski bazalt je oblika andezita ali vulkanska kamnina, ki je danes znana le iz enega vira v vasi Krokeai na Peloponezu v Grčiji. Kamen je temno zelene barve, prepreden z elementi, ki se spreminjajo od rumene do svetlo zelene.

## Geografski opis
Najdemo ga na območju med naseljem Krokeai (antična Croceae) in pristaniščem Maratonisi v Lakoniji, na Peloponezu, na jugu Grčije.

## Geološki opis
Geološko je to vulkanska kamnina, ki pripada območju imenovanem Gavrovo. Petrografsko in glede na geokemično sestavo gre za diabazen porfir s fenokristali avgita in labradorita, ki se je oblikoval v mlajšem paleozoiku, v času srednjega karbona in perma. Značilna zelena barva fine mase pa nastane zaradi obilne formacije klorita in epidota v kamnu.

## Kamnolom
O kamnolomu izvemo veliko pri Pavzaniju, antičnemu geografu, ki je potoval po Grčiji in ga opisal. Za Lapis Lacedaemonius piše, da so ga kopali v kamnolomu blizu vasi Krokeae, ki stoji ob poti, ki se je spuščala iz osrednje Lakonije proti pristanišču Gitionu. Kamni naj bi bili v obliki prodnikov in težki za obdelavo, uporabljali pa naj bi jih pri krasitvi kipov bogov v svetiščih, prav posebej pa naj bi jih uporabljali za olepšavo plavalnih kadi in fontan. Pred vasjo Krokeae naj bi tako stal marmornat kip Zevsa, pri kamnolomu pa naj bi bila bronasta Kastor in Polidevk.
Kamnolom je odkrila francoska odprava leta 1829 na griču Psefi, med današnjo moderno vasjo Stefania in po pobočju proti severovzhodu, proti Gitionu, pristanišču Šparte. V uporabi naj bi bil od minojsko-mikenske dobe do bizantinske dobe, dokončno pa je bil uničen med turško nadvlado in drugo svetovno vojno.
Kot kaže, Lapis Lacedaemonius niso pridobivali iz »pravih« kamnolomov, kjer bi odprli kamnito pobočje hriba, temveč so v tla kopali jame tako dolgo, dokler se ni pojavil omenjeni kamen različnih oblik in dimenzij, največkrat velik nekaj decimetrov. Take jame so ostale odprte skozi več obdobij, najintenzivnejše črpanje pa je glede na najdeno keramiko na površju v okolici potekalo v prvih stoletjih Rimskega cesarstva. Keramika, ki priča o delovanju kamnoloma je bila najdena predvsem na južnem in zahodnem pobočju griča Psefi. Vendar pa bi bile za boljše razumevanje delovanja kamnoloma potrebne sistematične arheološke raziskave.
Domneva pa se še eno nahajališče v bližini najdišča Aghios Stephanos, ki je v antiki ležal ob morju in bližnji otoček Trinasos bi lahko bil točka eksporta za prenos materiala po morju.

### Čas delovanja kamnoloma
Lapis Lacedaemonius so uporabljali najprej v srednjem minojskem obdobju (1700 pr. n. št.) za izdelavo ritualnih vaz in pečatov. Uporaba kamna se je nadaljevala še v mikenskem obdobju, v grškem času pa se zdi, da je prenehala. V rimski dobi začnejo kamen uporabljati v poznem republikanskem obdobju v sredini 1. stoletja pr. n. št. pa vse do konca antike.
Lapis Lacedaeomius je bil v široki uporabi tudi v srednjem veku in renesansi, največ za manjše ornamente, saj je večje kose težko obdržati ne da bi razpokali.
Kamnolom pa je bil dokončno uničen med drugo svetovno vojno.

## Izdelki
V minojskem obdobju so ga uporabljali za izdelavo pečatnikov in vaz, zelo znan je na primer riton iz palače Kato Zakro, ki je danes v arheološkem muzeju v Heraklionu.
V antiki so ga uporabljali kot ornamentalni kamen, velikokrat v kombinaciji z rdečim porfirjem (porfido rosso antico), saj skupaj delujeta kontrastno. Zdi se, da gre za zelo cenjeno in priljubljeno kamnino. Bil je široko uporabljen pri dekoraciji bogatejših domov, javnih kopališč predvsem kot talna (opus sectile) in stenska obloga.
Kot talna obloga oz. opus sectile je bil kamen uporabljan v premožnejših domovih in reprezentativnih javnih zgradbah ne samo v Italiji, ampak po celotnem Rimskem cesarstvu.
V Rimu najdemo Lapis Lacedaemonius prvič uporabljen v Avgustovem obdobju. Kasneje ga srečamo na primer uporabljenega pri izdelavi tlaka v nimfeju Neronovega Domus Transitoria v 1. stoletju in v nimfeju, posvečenem nimfi Egeriji (Il Ninfeo di Egeria) iz 2. stoletja, prav tako uporabljenem kot talna obloga. V Domus delle Sette Sale (druga polovica 4. stoletja) najdemo to vrsto marmorja v apsidalni dvorani spet kot del opus sectile in pa kot del okrasa na stenah. Prav tako ga najdemo tudi med fragmenti tlaka Hadrijanove vile v Tivoliju v bližini Rima.
Drugod po Italiji ga najdemo na primer v Pompejih (Casa dei marmi), v Herkulaneju (Casa del Rilievo di Telefo), v Suasi (Domus dei Coiedii), na Siciliji v Palermu (Villa del Casale), povsod kot del talne obloge (opus sectile).
Da pa Lapis Lacedaemonius niso uporabljali samo na Apeninskem polotoku in Siciliji, dokazuje opis Pavzanija, ki pravi, da so to vrsto kamna uporabili tudi pri gradnji oziroma dekoraciji term v Korintu v času Hadrijana.
Seveda pa nam o razširjenosti kamna pričajo tudi arheološki ostanki, saj fragmente tega porfirja najdemo od Iberskem polotoka (Toledo) pa do Srednje Evrope (Köln) in Balkana (Sremska Mitrovica). Seveda vedno samo v bogatejših domovih in reprezentančnih stavbah.
Zaradi karakteristik samega kamna, uporaba za večje arhitekturne elemente ni možna. Vendar pa so poleg tlakov v zelo majhni meri Lapis Lacedaemonius uporabljali tudi v kiparstvu oz. za manjše arhitektonske člene (majhne kapitele in stebre). Ohranilo se je podnožje kipa barbara in gladek trup stebrička; slednji je iz Ostije iz 3. ali 4. stoletja, oboje večjih dimenzij in narejeno iz enega samega kosa kamna. To pa nista osamljena primera, poznamo na primer še dva manjša korintska kapitela iz sredine 3. stoletja, ki sta bila pozneje ponovno uporabljena za okras tabernaklja v cerkvi Santa Saba v Rimu, dva iz druge polovice 3. stoletja, ki sta danes postavljena na oktagonalnem dvorišču muzeja v Vatikanu ter spomenike iz cerkve San Apollinaire Nuovo v Raveni. Verjetno največji ohranjeni predmeti so trupi stebrov v Lateranski krstilnici v Rimu. V obliki manjših živali poznamo izdelanega delfina iz muzeja v Vatikanu.
Mozaična tla s številnimi posameznimi elementi iz tega kamna lahko vidite v Westminstrski stolnici v Londonu in v cerkvi Santa Maria Maggiore v Rimu. Nadaljnje aplikacije je mogoče najti v talnih mozaikih v Benetkah, na primer v kapeli Madone Nicopeia (nastala pred letom 1500) v baziliki sv. Marka ali kot posamezni elementi v cerkvi Santa Maria dei Miracoli. Kamen so kopali vse do 20. stoletja.
V pozni antiki se Lapis Lacedaemonius pojavi tudi v Sirmiju (danes Sremska Mitrovica), kjer je prav tako poleg opus sectile moč najti tudi okrasne stebre izdelane iz omenjene kamnine.